# John Chaney (baloncestista 1932)
John Chaney (Jacksonville, Florida, 21 de enero de 1932-Philadelphia, Pensilvania, 29 de enero de 2021) fue un jugador y entrenador de baloncesto estadounidense que se destacó por su trabajo de más de dos décadas con los Temple Owls en la NCAA. Fue incluido en el Salón de la Fama del Baloncesto en 2001.

## Trayectoria

### Jugador
Chaney asistió al Bethune-Cookman College, donde jugó para los Wildcats en la Southern Intercollegiate Athletic Conference de la NAIA.
Al dejar la universidad se unió a los Harlem Globetrotters, pero dejó el equipo poco después para jugar de manera competitiva en la Eastern Professional Basketball League. Allí sería reconocido dos veces como el MVP de la liga (1959 y 1960) jugando para los Sunbury Mercuries. En 1963 se unió a los Williamsport Billies, donde se desempeñaría como jugador-entrenador hasta 1966.

### Entrenador
Chaney trabajó como entrenador de equipos juveniles durante casi una década, hasta que en 1972 fue contratado por la Universidad Estatal Cheyney para conducir a los Wolves. En 1978 su equipo consiguió el título de la Pennsylvania State Athletic Conference, una liga de la División II de la NCAA.
Su relación con la Universidad de Temple comenzó en 1982 y concluyó en 2006, cuando Chaney decidió retirarse. La United States Basketball Writers Association lo galardonó como Entrenador del Año en 1987 y 1988.